# 凤凰河 (红水河)
凤凰河，位于中国广西壮族自治区中部，是西江红水河段左岸支流，发源于柳江县百朋镇官塘村，南流进入来宾市兴宾区，至凤凰镇桥等村（原属北五乡）转东南流，经凤凰镇驻地，于大湾乡王二村南1千米处注入红水河。河长69千米，河道平均比降1.26‰，流域面积642平方千米。流域内喀斯特地貌发育，上游段为季节性河流，南流至来宾市凤凰镇其林村后成为长年性河流，长年性河段长39千米。